# Подгорный (Кировская область)
Подгорный — опустевший поселок в составе Мурашинского района Кировской области. 

## География
Находится на расстоянии примерно 4 километра по прямой на юг от районного центра города Мураши.

## История
Известен с 1978 года, в 1989 году учтено было 4 жителя. До 2021 года входил в Мурашинское городское поселение Мурашинского района, ныне непосредственно в составе Мурашинского района.

## Население
Постоянное население не было учтено как в 2002 году, так и в 2010.